# Tomislav Maretić
Tomislav Maretić, född 13 oktober 1854 i Virovitica, död 15 januari 1938 i Zagreb, var en kroatisk språkforskare.
Maretić var professor i slavisk filologi vid Zagrebs universitet. Han författade många språkhistoriska arbeten, däribland Istorija hrvatskoga pravopisa (Om den kroatiska rättskrivningen, 1889), Slaveni u davnini (Slaverna i forntiden, 1889) samt Gramatika i stilislika hrvatskoga ili srpskoga književnago jazika (1899) jämte en grammatik för de kroatiska läroverken. Dessutom översatte han Odysséen och Iliaden (1882-83), Adam Mickiewicz "Herr Tadeusz" (1893) och Aeneiden (1896).